# 糸ひきあめ
糸ひきあめ（いとひきあめ）とは、大小さまざまなサイズの飴のついた長い糸の束から1本を選んで引き、引き上がった飴が貰える駄菓子。「三角アメ」とも呼ばれる。
近年まで生産継続していたのは耕生製菓（愛知県豊橋市）のみであった。

## 概要

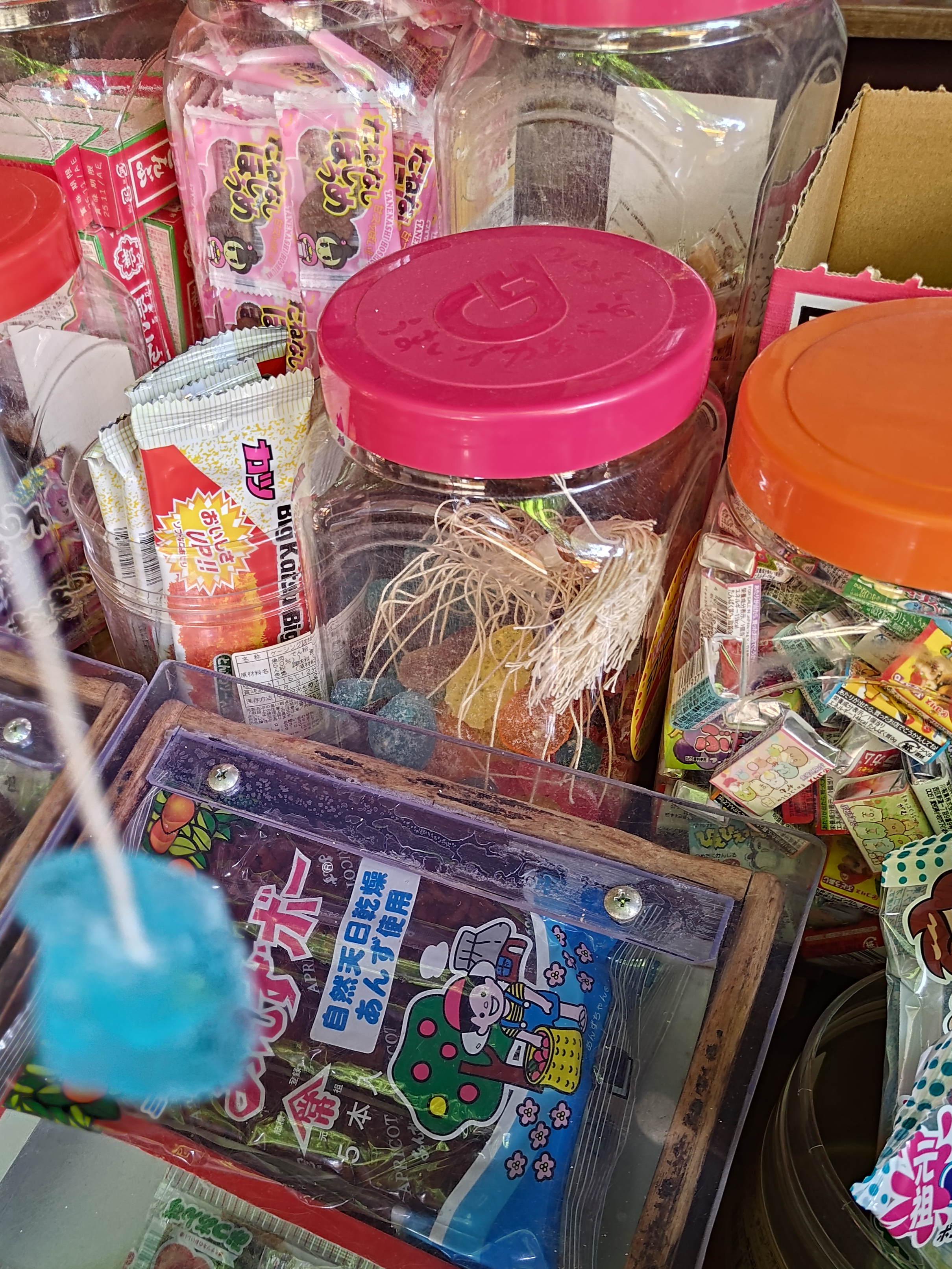
駄菓子屋店頭で、蓋つきポット容器に入った糸引き飴

駄菓子屋の定番商品で、30個分の糸を束ねてある中から1回10円程度で引くことができた。
「耕生のフルーツ引」は1955年頃から販売され、当初は当たりもハズレも全ていちご形で、大きさの大小があるのみだったが、70年代初頭に各種フルーツ型に変わった。「フルーツ引」はカラフルで一番人気があり、2025年の報道では同社の他の2種「シャンペンサイダー」「コーラ糸引」の10倍以上出荷していたといわれる。
一昔前までは一口で頬張れないほどに大きかったが、近年になって物価の影響により、個々の飴のサイズが当時の三分の二から半分ほどに急激に小さくなり、当たり飴でも当時のハズレ飴と同等ぐらいのサイズになってしまった。
1袋30本（30個）の飴で構成されているので、300円を払えばクジを引く事なく全ての飴を貰える（いわゆる大人買い）が、個包装されていないため、一般的なスーパーマーケットやコンビニなどで販売されることはない。

## 歴史
くじによって当たりはずれを楽しむ「あてもの」要素のある玩具や菓子は、駄菓子屋の流行した昭和30年代半ばには多種多様なものがあった。そのルーツとしてのくじ文化には、室町時代から正月に行われていた福引の一種「宝引」などがある。複数の細縄を束ねたもののうちどれかの先に景品等を付けておき、参加者に引かせるものであった。
耕生製菓が糸ひきあめの製造を始めた1955年頃には近隣にもメーカーが複数あったが、製造の大部分が手作業で手間がかかることなどにより、他のメーカーが生産を中止していったため国内唯一の製造メーカーとなった。同社の出荷量のピークは80年代半ばであった。
耕生製菓が2025年5月末で廃業したため、日本国内では製造されていない。